# Calosota subaenea
Calosota subaenea is een vliesvleugelig insect uit de familie Eupelmidae. De wetenschappelijke naam is voor het eerst geldig gepubliceerd in 1924 door Masi.